# Bivibranchia simulata
Bivibranchia simulata е вид лъчеперка от семейство Hemiodontidae. Видът не е застрашен от изчезване.

## Разпространение и местообитание
Разпространен е в Бразилия, Суринам и Френска Гвиана.
Обитава сладководни басейни и реки.

## Описание
На дължина достигат до 13,5 cm.
Популацията на вида е стабилна.